# 前120年
| 千纪： | 前1千纪 |
| 世纪： | 前3世纪 \| 前2世纪 \| 前1世纪                                                                                         |
| 年代： | 前150年代 \| 前140年代 \| 前130年代 \| 前120年代 \| 前110年代 \| 前100年代 \| 前90年代                                |
| 年份： | 前125年 \| 前124年 \| 前123年 \| 前122年 \| 前121年 \| 前120年 \| 前119年 \| 前118年 \| 前117年 \| 前116年 \| 前115年 |
| 纪年： | 西汉元狩三年 |

## 大事记
- 奥斯若恩國建立

## 出生
- 奥莱莉娅·科塔，尤利烏斯·凱撒的母親
- 贝勒尼基三世，埃及女王
- 卢修斯·科尼利厄斯·西塞那，羅馬歷史學家

## 逝世
- 喜帕恰斯，古希腊天文学家
- 波利比乌斯，古希腊歷史學家
- 邹阳，西汉散文家。